# Saladern
Saladern és una antiga quadra medieval, datada del segle xi. La quadra de Saladern està situada a les obagues del riu corb, i s'hi pot arribar seguint el camí de Saladern, des del Molí de la Cadena. Actualment pertany al terme municipal de Conesa

## Història
El primer cop que es documenta el castell de saladern, amb el nom d'Aladern, és al segle xi, probablement es construí durant el mateix segle, car tots els castells de la zona són dels mateixos anys.
Segles més tard, el s.XIV, saladern passà a ser propietat del monestir de Santes Creus.
Amb els anys la quadra es va anar despoblant, fins que no hi visqué ningú. Després de la guerra civil, hi anaren a viure una matrimoni, que va tenir tres fills. Actualment només viu una persona.

## El castell
Del castell ja no en queda gairebé res, només les parets que estan en runes. El castell és dalt d'un turó, al costat del mas.

## Mas de Saladern
Actualment és l'única casa que s'utilitza com habitatge de saladern. Als voltants del mas es poden observar altres construccions en runes, cosa que fa pensar que és allà on antigament hauria hagut el nucli de Saladern. Entre el Mas i el castell hi passa la Rasa dels Entrefocs que desemboca al riu seniol.

## La Quadra
A la resta de la quadra de saladern només hi queden cases enderrocades o deshabitades. En les cases que encara es troben e bon estat, s'hi pot llegir gravat a la paret o en una placa: Saladern. Es creu que el nucli habitat de la quadra era a la vora del castell i del mas, puix es poden veure unes quantes cases. no sé sap quina extensió total podia tenir la quadra.